# Metharme lanata
Metharme lanata är en pockenholtsväxtart som beskrevs av Rodolfo Amando Philippi. Metharme lanata ingår i släktet Metharme och familjen pockenholtsväxter. Inga underarter finns listade i Catalogue of Life.